# Grândola (freguesia)
Grândola era una freguesia portuguesa del municipio de Grândola, distrito de Setúbal.

## Historia
Fue suprimida el 28 de enero de 2013, en aplicación de una resolución de la Asamblea de la República portuguesa promulgada el 16 de enero de 2013 al unirse con la freguesia de Santa Margarida da Serra, formando la nueva freguesia de Grândola e Santa Margarida da Serra.